# Snipers Alley
Snipers Alley (engl. für Heckenschützen-Gasse) ist ein deutscher Kriegs-/Kurzfilm des Regisseurs und Produzenten Rudolf Schweiger aus dem Jahr 2002.

## Handlung
Ein Krisengebiet. Zwei UNO-Blauhelmsoldaten der Bundeswehr sichern eine Landezone für Transporthubschrauber, die Hilfsgüter in ein vom Bürgerkrieg geplagtes Dorf liefern. Aus diesem eilen nun einige Bewohner herbei, doch plötzlich fallen Schüsse. Ein Heckenschütze feuert aus einem der umstehenden Häuser auf die wehrlosen Menschen. Panik bricht aus. Im Angesicht der beiden hilflosen Soldaten bricht eine junge Frau schwer verletzt zusammen. Der von Mitleid getriebene Charly verliert die Nerven, setzt sich über die Befehle seines vorgesetzten Stabsunteroffiziers hinweg, verlässt die Deckung und will der Frau zur Hilfe eilen. Doch sein verzweifelter Versuch wird tödlich bestraft – eine weitere Kugel trifft diesmal ihn. Von Verzweiflung und Zorn überwältigt, rennt sein Kamerad los, um den Heckenschützen zu stellen. Unversehrt erreicht er das Haus und läuft dem Flüchtenden nach. Er gibt einen Warnschuss ab und legt an. Der Wille des Stabsunteroffiziers, sich für den Tod seines Freundes zu rächen, verblasst, als er beim Blick durch den Sucher seines Reflexvisier feststellt, dass der flüchtende Schütze ein Kind ist. Der eingeschüchterte Junge lässt seine Waffe fallen und geht seiner Wege, ohne dass der Stabsunteroffizier weitere Anstalten macht, ihn aufzuhalten. Der Film endet in Resignation.

## Dreh
Der Film wurde mit Unterstützung der Bundeswehr auf dem UN-Ausbildungsgelände Bonnland bei Hammelburg abgedreht. Die Darsteller waren während der Dreharbeiten in einer Kaserne untergebracht, wobei sie bisweilen einen umfangreichen Einblick in das Alltagsleben der Soldaten gewinnen und davon zugunsten der Realitätsnähe des Filmes zehren konnten.

## Hintergründe
- Sniper Alley war die inoffizielle Bezeichnung einer Hauptstraße in Sarajevo, der Hauptstadt von Bosnien und Herzegowina. Unzählige Menschen kamen auf dieser Straße durch Heckenschützen zu Tode, weshalb man damals beschloss, an jener Straße Schilder zu montieren, auf denen mit den Worten Pazi – Snajper! vor der von den Heckenschützen ausgehenden Lebensgefahr gewarnt wurde.

- Neben dem Aufzeigen der Kriegsschrecken behandelt der Film auch das Problem des Kindessoldaten, thematisiert aber auch den Zwiespalt, in den ein Soldat geraten kann, wenn er in die Grauzone zwischen eigenen Gefühlen einerseits sowie seinem Auftrag nach Befehl und Gehorsam andererseits gerät. Deshalb zieht auch die Bundeswehr einen Nutzen aus Snipers Alley, da sie das Filmwerk bisweilen zu Zwecken der politischen Bildung einsetzt.

## Auszeichnungen
- Gewinner des „Ostfriesischen Kurzfilmpreises“ beim Internationalen Filmfest Emden 2002
- Gewinner des „Friedrich-Wilhelm-Murnau-Preises“ 2002